# Пост Жлобинський
Пост Жлобинський — колійний пост 5-го класу Козятинської дирекції Південно-Західної залізниці (Україна), розміщений на дільниці Звягель I — Шепетівка між зупинним пунктом Савичі (відстань — 7 км) і станцією Шепетівка (5 км). Відстань до ст. Звягель I — 58 км. Входить до шепетівського залізничного вузла.
Після поста залізнична колія з Коростеня розходиться у трьох напрямках: до станцій Шепетівка, Шепетівка-Подільська і Судилків, також відходить колія до з.п. Село-Кам'янка на лінії Шепетівка — Здолбунів. Пост має одну пасажирську платформу.
Розташований на межі Шепетівської міської ради і Судилківської сільської громади Шепетівського району Хмельницької області, за 1,5 км на північ від Судилкова, за 2 км на північний схід від Шепетівки.
Відкритий 2007 року. У 1980-х — 1990-х роках також існував пост Жлобинський.